# Gran Premio dell'Arno
Le Gran Premio dell'Arno est une course cycliste italienne disputée à Solbiate Arno dans la région de la Lombardie, dans la province de Varèse. Créé en 1997, elle partie du calendrier international junior masculin jusqu'en 2022.
En 2016, l'épreuve décerne le titre de champion d'Italie sur route pour les juniors. L'édition 2020 est annulée en raison de la pandémie de Covid-19.

## Palmarès
| Année     | Vainqueur          | Deuxième            | Troisième         |
| --------- | ------------------ | ------------------- | ----------------- |
| 1997      | Matteo Rimoldi     | L. Bano             | Marco Marzano     |
| 1998      | Davide Brivitello  | Marco Marzano       | Matteo Pellegrini |
| 1999      | Daniele Colli      | Damiano Cunego      | Antonio Bucciero  |
| 2000      | Alexander Arekeev  | Mattia Parravicini  | S. Magri          |
| 2001      | Francesco Failli   | Matteo Lasurdi      | Artem Mavlianov   |
| 2002      | Stefano Faini      | Cristopher Bosio    | Oscar Gatto       |
| 2003      | Simon Špilak       | Stefano Basso       | Oscar Gatto       |
| 2004      | Simon Špilak       | Siarhei Zatonenka   | Blaž Mihovec      |
| 2005      | Marco Gadici       | Manuele Boaro       | Luca Pagani       |
| 2006      | Mirko Bertolani    | Blaž Furdi          | Sebastjan Bauman  |
| 2007      | Tomas Alberio      | Giacomo Nizzolo     | Enrico Battaglin  |
| 2008      | Mirko Ulivieri     | Michele Piccoli     | Mattia Franzoni   |
| 2009,     | Gennadi Tatarinov  | Giacomo Berlato     | Mirko Ulivieri    |
| 2010      | Luca Chirico       | Giacomo Berlato     | Mauro Marcassoli  |
| 2011      | Niccolò Bonifazio  | Matteo Cigala       | Davide Martinelli |
| 2012      | Bruno Maltar       | Josip Rumac         | Lorenzo Trabucco  |
| 2013      | Simone Velasco     | Matic Šafaric Kolar | Marco Zumerle     |
| 2014      | Gabriele Giannelli | Filippo Rocchetti   | Simone Piccolo    |
| 2015      | Simone Bevilacqua  | Žiga Jerman         | Stefano Oldani    |
| 2016      | Mattia Bevilacqua  | Luca Colnaghi       | Nikolas Huber     |
| 2017      | Fabio Mazzucco     | Filippo Magli       | Luca Colnaghi     |
| 2018      | Alessio Acco       | Gabriele Benedetti  | Samuele Rubino    |
| 2019      | Lorenzo Balestra   | Davide De Pretto    | Luca Cretti       |
| 2020-2021 | annulé             | annulé              | annulé            |
| 2022      | Marco Di Bernardo  | Stefano Leali       | Alessandro Borgo  |
| 2023      | Karst Hayma        | Filippo Turconi     | Luca Giaimi       |
| 2024      | Elia Andreaus      | Santiago Basso      | Michele Bicelli   |